# Lypha liturata
Lypha liturata är en tvåvingeart som beskrevs av Aldrich 1934. Lypha liturata ingår i släktet Lypha och familjen parasitflugor. Inga underarter finns listade i Catalogue of Life.